# Mepindolol
Mepindolol (Betagon) je neselektivni beta blokator. On se koristi za tretiranje glaukoma.

## Spoljašnje veze
|  | Molimo Vas, obratite pažnju na važno upozorenje u vezi sa temama iz oblasti medicine (zdravlja). |